# Synema obscuripes
Synema obscuripes là một loài nhện trong họ Thomisidae.
Loài này thuộc chi Synema. Synema obscuripes được Maria Dahl miêu tả năm 1907.